# Mala kačjerepka
Mala kačjerepka (znanstveno ime Amphipholis squamata) je kozmopolitska vrsta kačjerepa iz družine kačjerepk (Amphiuridae), ki biva v zmerno toplih in toplih morjih. Najpogosteje jo najdemo na steljkah velikih alg, predvsem iz rodu cistozir, pogosto se skriva tudi pod kamni in lupinami mehkužcev ter na peščenem dnu. Biva od območja plimovanja do globine okoli 250 m.
Je sivkaste ali modrikasto bele barve. Osrednji telesni disk je velik do 5 mm. Ima pet krakov, ki zrastejo v dolžino do 1 cm. Sodi redke vrste kačjerepov, ki imajo sposobnost bioluminiscence, barva oddane svetlobe pa je rumenozelenkasta. Hkrati je ena redkih vrst, ki koti žive mladiče.